# International Federation for Information Processing
L’International Federation for Information Processing (IFIP) est une organisation non-gouvernementale reconnue par les Nations unies dont les membres sont plus de 50 sociétés et académies des sciences nationales et internationales, qui regroupe plus d'un million de professionnels et scientifiques de l'informatique et des réseaux.

## Histoire
Créée en 1960 sous les auspices de l'UNESCO, l’International Federation for Information Processing (IFIP), organise chaque année des congrès mondiaux, pour faire circuler les idées et permettre des convergences technologiques.
Son président-fondateur fut Isaac L. Auerbach (en) (1960–1965), un informaticien qui a déposé une quinzaine de brevets, dirigeant de la société Burroughs Corporation et concepteur des premiers ordinateurs chez Sperry Univac.
Sa distinction la plus élevée est le titre de IFIP Fellow qui a été décernée pour la première fois par l'Assemblée Générale de l'IFIP à dix-huit informaticiens au mois de décembre 2019 en préparation de la célébration du 60e anniversaire de l'IFIP en 2020. 